# Uzuntekne, Çatak
Uzuntekne là một xã thuộc thành phố Çatak, tỉnh Van, Thổ Nhĩ Kỳ. Dân số thời điểm năm 2011 là 525 người.